# Let It Come Down (Spiritualized)
Let It Come Down è il quarto album discografico del gruppo musicale rock inglese Spiritualized, pubblicato nel 2001.

## Tracce
1. On Fire – 4:02
2. Do It All Over Again – 3:48
3. Don't Just Do Something – 6:54
4. Out of Sight – 6:12
5. The Twelve Steps – 4:43
6. The Straight and the Narrow – 5:12
7. I Didn't Mean to Hurt You – 5:14
8. Stop Your Crying – 5:16
9. Anything More – 5:36
10. Won't Get to Heaven (The State I'm In) – 10:34
11. Lord Can You Hear Me – 5:38